# Anomophysis inscripta
Anomophysis inscripta är en skalbaggsart som först beskrevs av Waterhouse 1884.  Anomophysis inscripta ingår i släktet Anomophysis och familjen långhorningar.
Artens utbredningsområde är Nepal. Inga underarter finns listade i Catalogue of Life.